# Provincia de Molucas
La provincia de Molucas (en indonesio: Maluku) es una provincia de la República de Indonesia, cuya capital es Ambon.
Las islas principales son Ambon, Seram, Buru, Wetar y Tanimbar, y los grupos de las islas de Banda, las islas Kai y las islas Aru.
En 1521, los portugueses fueron los primeros europeos que llegaron a las Molucas, la región pasó a formar parte del dominio de Países Bajos. Durante la Segunda Guerra Mundial fue ocupada por los japoneses después de la batalla de Ambon (1942). Después de la liberación de los japoneses, este archipiélago fue ocupado por el ejército indonesio. En 2002 se produjo una escalada de violencia entre personas de diferentes religiones que dejó varios muertos.

## Demografía
La población de esta provincia es de 1.266.000 personas. Tiene una superficie de 46.975 km², que en términos de extensión es similar a la de la República Dominicana. La densidad poblacional es de 29,54 habitantes por kilómetro cuadrado.

### Grupos étnicos
Desde la Antigüedad, la población de las Molucas ha convivido y se ha mezclado con otros grupos étnicos, concretamente con los árabes y los europeos (generalmente procedentes de los Países Bajos, Portugal y España). Por este motivo, las Molucas son el único territorio de Indonesia, junto con la de Nusa Tenggara Timur cuya población se clasifica como multirracial. Muchos habitantes de las Molucas aún conservaban apellidos extranjeros de países extranjeros como los holandeses Van Afflen, Van Room, De Wanna, De Kock, Kniesmeijer, Gaspersz, Ramschie, Payer, Ziljstra, Van der Weden, etc.; los portugueses Da Costa, De Fretes, Que, Carliano, De Souza, De Carvalho, Pareira, Courbois, Frandescolli, etc.; los españoles Oliviera, Díaz, De Jesús, Silvera, Rodríguez, Montefalcón, Mendoza, De López, etc.; o los árabes Hadramaut, Al-Kaff, Al Chatib, Bachmid, Bakhwereez, Bahasoan, Al-Qadri, Alaydrus, Assegaff, etc.
Hoy en día, los habitantes de las Molucas no sólo se encuentran en Indonesia, sino que se extienden también por varios países del mundo. La mayoría de quienes emigraron al extranjero partieron hacia los Países Bajos (considerada como una segunda patria por los moluqueños), hacia Surinam y hacia Australia. La comunidad moluqueña en otras regiones de Indonesia se puede encontrar en Medan, Palembang, Bandung, Yakarta, Java Central, Yogyakarta, Java Oriental, Macasar, Kupang, Manado, Borneo Oriental, Sorong y Jayapura.